# ساكورا (توتشيغي)
مدينة ساكورا (بالإنجليزية: Sakura)‏ هي أحد المدن التابعة لمحافظة توتشيغي. تأسست رسميًا في 28/03/2005. ويقدر عدد سكانها بـ 42403 نسمة حسب تقدير مكتب الإحصاء الياباني لعام 2012. تبلغ مساحة ساكورا 125.46 كم2. بكثافة سكانية تبلغ 338 نسمة/كم2.